# Hippolyte Flandrin
Jean Hippolyte Flandrin, född 24 mars 1809 i Lyon, död 21 mars 1864 i Rom, var en fransk målare.

## Biografi
Fadern var en fattig miniatyrmålare. Jämte sin yngre bror vandrade Hippolyte med en liten sparslant i fickan till Paris, där de inträdde i Ingres skola. Hippolyte blev snart den främste eleven och vann 1832 Romerska priset, varpå han delade det årliga anslaget med brodern och tog honom med sig till Italien. Där levde han några lyckliga och bekymmersfria år under studium av de stora formmästarna, Rafael, florentinarna och antikens bildhuggare, studerade därjämte Bibeln, Dante och de gamla skalderna samt hemsände studiefigurer, bland dessa Naken fiskargosse vid havsstranden (1836, i Louvren).
Efter att ha målat en del historiska bilder framträdde Flandrin 1839 med Kristus välsignar barnen, som bildar övergången till hans religiösa måleri. Hemkommen fick han i uppdrag att dekorera Johannes-kapellet i Saint-Séverin i Paris. Han målade där bilder som föreställer nattvarden, hur Johannes och Jakob kallades till apostlar och apokalypsen; i synnerhet den första väckte uppmärksamhet och beundran.
Vidare målade han 1842–1844 korets väggar i Saint-Germain-des-Prés, där han på guldgrund framställde Kristi intåg i Jerusalem och Korsbärandet jämte allegoriska figurer samt 1846–1848 i själva koret De tolv apostlarna. Nu stod Flandrin på höjdpunkten av sin förmåga, och hans stil var fullt utbildad.
Koloriten var för honom visserligen inte något oviktigt element, ty han höll fast vid, att målaren skulle "faire de la peinture" och inte bara "rendre les idées" eller "les écrire", som han själv yttrar om tysken Overbeck; men färgen var dock för honom endast ett medel för det andliga och därför underordnad. Han strävade aldrig efter realitet, och därför var också den monumentala väggmålningen med vaxfärger eller al fresco det bästa uttrycksmedlet för hans konst. Teckningen, vari han var mästare, blev för honom huvudsak. Han ägde därvid en förmåga att framställa det väsentliga med användande av minsta möjliga karakteristik; som mest beundransvärd framstår i skildringen av hans hundratals helgonfigurer.
Högst står han dock i framställningen av kvinnlig renhet och oskuld, och däri påminner han om både Rafael och Fra Angelico. Med största sorgfällighet skildrade han allting efter naturen, och därför äger hans skapelser friskhet och trovärdighet.